# Judo Club Escales Argenteuil
Le Judo Club Escales Argenteuil est un club de judo basé dans la ville d'Argenteuil dans le Val-d'Oise,,,.
Créé en 1997 dans une banlieue au contexte économique et social difficile, car ancré originellement dans les quartiers d'une ZUP (zone à urbaniser en priorité), le club, qui compte 408 licenciés, propose également de l'accompagnement scolaire.
Vice-champion de France par équipes féminines sénior en 2014  et médaillé de bronze en 2015 , un titre et deux médailles par équipes cadets, deux médailles mondiales junior avec Lucie Perrot et Clarisse Agbegnenou, un titre de champion du monde et une médaille de bronze chez les vétérans (à partir de 30 ans).
Le club compte dans ses rangs plusieurs judokas de haut niveau : Clarisse Agbegnenou (triple médaillée mondiale, dont le titre en 2014, double championne d'Europe, Vice-championne olympique à Rio 2016), Sofiane Milous (champion d'Europe, 5e des JO de Londres), coachés par Ahcène Goudjil, président fondateur du JCEA 95 et directeur sportif du club,,,,,.

## Palmarès

### Palmarès du club
- Championnats de France de judo féminins par équipes séniors :
  - Médaille d'argent en 2014 à La Roche-sur-Yon[16],[17],[18],[19],[20],[21],[22]
  - Médaille de bronze en 2015 à Toulouse[23],[24]
  - Championnats de France de judo masculins par équipes cadets :
  - Médaille d'or en 2012.
  - Médaille d'argent en 2013.
  - Médaille de bronze en 2011.

### Palmarès des judokas du club
- Une médaille d'or mondiale sénior (2014)[25]
- Une médaille d'argent olympique sénior (2016)
- Deux médailles d'argent mondiales senior (2015/2013)[26],[27],[28]
- Deux titres Européens seniors (2014/2013) et 2 médailles de bronze (2015/2012)
- Trois médailles d'or au Grand slam de Paris (2016/2014/2013)[29]
- Deux médailles mondiales juniors (2011/2009)
- De nombreux titres de champions de France individuels (cadets/juniors/seniors)
- Des dizaines de médailles nationales (cadets/juniors/seniors)